# Sorex sinalis
Sorex sinalis és una espècie de mamífer eulipotifle de la família de les musaranyes (Soricidae) endèmica de la Xina. Aquesta espècie es troba a les províncies de Gansu, Sichuan i Shaanxi (Smith i Xie 2008). Ocupa elevacions de 2.700-3.000 m snm (Smith i Xie 2008). El seu hàbitat natural s'inclou en l'hàbitat de cim de la muntanya rocosa coberta de molsa. No hi ha amenaces significatives per a la supervivència d'aquesta espècie. Aquesta espècie es troba a la Reserva Natural Nacional Jiuzhaigou (Liu et al. 2005) i pot estar present en altres àrees protegides. Es necessiten més estudis sobre l'abundància, la història natural i les amenaces a aquesta espècie.